# ジャン海渡
ジャン海渡（じゃん かいと、2000年5月4日 - ）は日本の男性ファッションモデル、俳優、アーティスト。9人組ボーカルダンスユニットSUPER★DRAGONのメンバー。東京都出身。スターダストプロモーション制作3部所属。

## 略歴
- 2015年9月27日に開催された「EBiDAN 39&KiDS 星男祭2015」にて、SUPER★DRAGON結成し加入[2]。
- 2017年3月、同メンバーの 古川毅とつよジャン名義で共同Instagramを開設し、ファッションモデルとしての活動。

## 人物
トルコと日本のハーフ。
趣味:サッカー、バスケットボール、ボディボード、ダンス、音楽 
特技:サッカー、スノーボード、絵画、アート作成、スタイリング

## 出演

### 広告
- エースアディダスバッグ

### ランウェイ
ランウェイは便宜上、SPRING/SUMMER→S/S、AUTUMN/WINTER→A/Wとする。
- TOKYO GIRLS COLLECTION (2019S/S、2019A/W、TGCしずおか、2020A/W ONLINE)

### テレビドラマ
- わたしのウチには、なんにもない。第2話（2016年2月13日、NHK BSプレミアム）
- FAKE MOTION -卓球の王将-（2020年4月9日 - 5月28日、日本テレビ） - 市村哲 役[4]
  - FAKE MOTION -たったひとつの願い-（2021年1月21日 - 3月11日、日本テレビ）[5]

### 映画
- 神話の国の子供たち（2015年、宮崎県、鹿児島県先行公開・2015年全国公開、ピーズインターナショナル）

### 舞台・ライブ
- 十五少年漂流記（2015年8月20日-24日、シアター1010）
- A´company Produce Musical 「CRAZY×BOTTOM ～僕たちのyell日記～」（2018年11月29日-12月2日、シアターグリーンBOX in BOX THEATER）
- FAKE MOTION 2021 SS LIVE SHOW（2021年3月25日 - 26日、東京ガーデンシアター） - 市村 哲 役
- FAKE MOTION 2022 SMR LIVE SHOW（2022年10月12日 - 13日、かつしかシンフォニーヒルズ） - 市村 哲 役